# Woods Heights
Woods Heights – miasto w Stanach Zjednoczonych, w stanie Missouri, w hrabstwie Ray.